# Pediobius aspidomorphae
Pediobius aspidomorphae är en stekelart som först beskrevs av Girault 1938.  Pediobius aspidomorphae ingår i släktet Pediobius och familjen finglanssteklar. Inga underarter finns listade i Catalogue of Life.